# Udinese Calcio 2004-2005
Questa voce raccoglie le informazioni riguardanti l'Udinese Calcio nelle competizioni ufficiali della stagione 2004-2005.

## Stagione
Nella stagione 2004-2005 ad Udine viene riconfermato per la terza stagione di fila Luciano Spalletti, mentre l'acquisto più importante dell'estate 2004 è quello di Antonio Di Natale, prelevato dal retrocesso Empoli. I bianconeri hanno fallito subito l'obiettivo di continuare il percorso europeo, venendo eliminati dai greci del Panionios in Coppa UEFA nel primo turno. In campionato hanno invece disputato un ottimo girone d'andata, chiudendolo al terzo posto con 34 punti. anche nel girone di ritorno hanno fatto bene, raccogliendo un buon bottino di 28 punti, che hanno permesso ai bianconeri di agganciare la quarta piazza, a danno della Sampdoria superata di un solo punto, raggiungendo così per la prima volta la qualificazione alla Champions League. Tre attaccanti udinesi in doppia cifra, David Di Michele con 15 reti in campionato e 6 in Coppa Italia, e Vincenzo Iaquinta con 13 reti in campionato e 2 in Coppa Italia. Anche il nuovo Antonio Di Natale segna 7 reti in campionato e 4 in Coppa Italia. Nella Coppa Italia l'Udinese arriva in semifinale dove è superato dalla Roma, dopo aver eliminato il Lecce negli ottavi, e nei quarti il Milan.

## Divise e sponsor
La fornitura del materiale tecnico è affidata a Le Coq Sportif. La divisa principale è costituita dalla tradizionale maglia a strisce bianco-nere, con calzoncini e calzettoni neri.
| 1ª divisa | 2ª divisa | 3ª divisa |

## Rosa
| N. |                      | Ruolo | Calciatore        |
| -- | -------------------- | ----- | ----------------- |
| 1  | Italia (bandiera)    | P     | Morgan De Sanctis |
| 2  | Danimarca (bandiera) | D     | Per Krøldrup      |
| 3  | Brasile (bandiera)   | D     | Emílson Cribari   |
| 4  | Italia (bandiera)    | D     | Valerio Bertotto  |
| 5  | Brasile (bandiera)   | D     | Gustavo           |
| 6  | Rep. Ceca (bandiera) | C     | Marek Jankulovski |
| 7  | Italia (bandiera)    | C     | Damiano Zenoni    |
| 8  | Cile (bandiera)      | C     | David Pizarro     |
| 9  | Italia (bandiera)    | A     | Vincenzo Iaquinta |
| 10 | Italia (bandiera)    | A     | Antonio Di Natale |
| 11 | Italia (bandiera)    | A     | Dino Fava Passaro |
| 13 | Italia (bandiera)    | C     | Giampiero Pinzi   |
| 16 | Argentina (bandiera) | C     | Fernando Tissone  |
| 17 | Italia (bandiera)    | A     | David Di Michele  |

| N. |                      | Ruolo | Calciatore       |
| -- | -------------------- | ----- | ---------------- |
| 18 | Ghana (bandiera)     | C     | Sulley Muntari   |
| 19 | Brasile (bandiera)   | D     | Felipe           |
| 20 | Argentina (bandiera) | D     | Néstor Sensini   |
| 21 | Italia (bandiera)    | C     | Michele Pazienza |
| 22 | Brasile (bandiera)   | D     | Alberto          |
| 23 | Italia (bandiera)    | C     | Stefano Mauri    |
| 24 | Slovenia (bandiera)  | P     | Samir Handanovič |
| 26 | Italia (bandiera)    | D     | Mirko Pieri      |
| 33 | Italia (bandiera)    | C     | Ivan Buonocunto  |
| 34 | Italia (bandiera)    | C     | Michele Lestani  |
| 35 | Italia (bandiera)    | D     | Emanuele Politti |
| 67 | Italia (bandiera)    | P     | Adriano Bonaiuti |
| 77 | Italia (bandiera)    | D     | Manuel Belleri   |
| 84 | Eritrea (bandiera)   | A     | Henok Goitom     |

## Calciomercato

### Sessione estiva(dall'1/7 al 31/8)
| Acquisti | Acquisti           | Acquisti      | Acquisti      |
| R.       | Nome               | da            | Modalità      |
| -------- | ------------------ | ------------- | ------------- |
| A        | Antonio Di Natale  | Empoli        | 100 mila €    |
| A        | David Di Michele   | Reggina       | fine prestito |
| P        | Samir Handanovič   | Domžale       | gratuito      |
| C        | Claudio Vargas     | Cerro Porteño |               |
| D        | Stefano Mauri      | Modena        |               |
| D        | José Devaca        | Cerro Porteño |               |
| D        | Manuel Belleri     | Empoli        |               |
| D        | Cribari            | Empoli        |               |
| C        | Michele Lestani    | Udinese       |               |
| A        | Siyabonga Nomvethe | Salernitana   | fine prestito |
| C        | Luis Helguera      | Ancona        | fine prestito |
| D        | Thomas Manfredini  | Fiorentina    | fine prestito |
| A        | Julio Gutiérrez    | Pescara       | fine prestito |
| A        | Zlatan Muslimović  | Padova        | fine prestito |
| C        | Sergio Almirón     | Verona        | fine prestito |
| P        | Anthony Basso      | Chieti        | fine prestito |
| A        | Roberto Sosa       | Messina       | fine prestito |

| Cessioni | Cessioni           | Cessioni         | Cessioni      |
| R.       | Nome               | a                | Modalità      |
| -------- | ------------------ | ---------------- | ------------- |
| C        | Sergio Almirón     | Empoli           | 2,20 mln €    |
| A        | Carsten Jancker    | Kaiserslautern   | gratuito      |
| P        | Anthony Basso      | Viking           | gratuito      |
| A        | Siyabonga Nomvethe | Empoli           | gratuito      |
| A        | Julio Gutiérrez    | Sambenedettese   | gratuito      |
| A        | Roberto Sosa       | Napoli           | gratuito      |
| P        | Olivier Renard     | Modena           | fine prestito |
| C        | Martin Jørgensen   | Fiorentina       |               |
| C        | Fabio Rossitto     | Beerschot        | fine prestito |
| D        | Alessandro Pierini | Racing Santander | fine prestito |
| A        | Asamoah Gyan       | Modena           | prestito      |
| C        | Alberto Valentim   | Siena            | fine prestito |
| A        | Zlatan Muslimović  | Rimini           | prestito      |
| P        | Renny Vega         | Dep. Italchacao  |               |
| D        | Thomas Manfredini  | Catania          | fine prestito |
| C        | Diego Gavilán      | Newcastle Utd    | fine prestito |

## Risultati

### Serie A

#### Girone di andata
| Reggio Calabria 12 settembre 2004, ore 15:00 1ª giornata | Reggina            | 0 – 0 referto | Udinese | Stadio Oreste Granillo\| Arbitro: \| Tombolini (Ancona) \| |
| Arbitro:                                                 | Tombolini (Ancona) |               |         |                                                            |

| Arbitro: | Morganti (Ascoli Piceno) |

|                                                                        |           |  |
| Di Natale 15’ Jankulovski 74’ (rig.) Di Michele 76’ Fava Passaro 90+2’ | Marcatori |  |

| Verona 22 settembre 2004, ore 20:30 3ª giornata | Chievo            | 0 – 0 referto | Udinese | Stadio Marcantonio Bentegodi\| Arbitro: \| Saccani (Mantova) \| |
| Arbitro:                                        | Saccani (Mantova) |               |         |                                                                 |

| Arbitro: | Dattilo (Locri) |

|                |           |                              |
| Di Michele 57’ | Marcatori | 8’ A. Caracciolo 77’ Mannini |

| Arbitro: | Farina (Novi Ligure) |

|  |           |              |
|  | Marcatori | 60’ Zalayeta |

| Arbitro: | Paparesta (Bari) |

|                              |           |           |
| Adriano 8’, 12’ C. Vieri 57’ | Marcatori | 51’ Mauri |

| Arbitro: | Racalbuto (Gallarate) |

|                       |           |                  |
| Mauri 17’ Sensini 51’ | Marcatori | 15’, 66’ Miccoli |

| Arbitro: | Ayroldi (Molfetta) |

|  |           |                  |
|  | Marcatori | 55’ Fava Passaro |

| Arbitro: | Brighi (Cesena) |

|           |           |  |
| Mauri 59’ | Marcatori |  |

| Arbitro: | Messina (Bergamo) |

|                              |           |                                                          |
| Bojinov 35’, 57’ Vucinic 89’ | Marcatori | 44’, 90+2’ (rig.) Jankulovski 72’ Di Natale 78’ Iaquinta |

| Arbitro: | Morganti (Ascoli Piceno) |

|  |           |                                      |
|  | Marcatori | 44’, 82’ Iaquinta 60’ (rig.) Pizarro |

| Arbitro: | Rodomonti (Roma) |

|                |           |             |
| Di Michele 54’ | Marcatori | 12’ Amoruso |

| Arbitro: | Farina (Novi Ligure) |

|                  |           |                             |
| C. Lucarelli 65’ | Marcatori | 13’ Iaquinta 53’ Di Michele |

| Arbitro: | Rosetti (Torino) |

|               |           |  |
| Di Natale 16’ | Marcatori |  |

| Arbitro: | Trefoloni (Siena) |

|  |           |             |
|  | Marcatori | 8’ Iaquinta |

| Arbitro: | Tombolini (Ancona) |

|                                                |           |  |
| Pizarro 14’ (rig.) Di Michele 17’ Iaquinta 36’ | Marcatori |  |

| Arbitro: | Collina (Viareggio) |

|                                  |           |  |
| Flachi 68’ De Sanctis 75’ (aut.) | Marcatori |  |

| Arbitro: | Dondarini (Finale Emilia) |

|                                    |           |  |
| Di Natale 23’ F. Pisano 59’ (aut.) | Marcatori |  |

| Arbitro: | Trefoloni (Siena) |

|                                                |           |              |
| Shevchenko 31’ Jankulovski 53’ (aut.) Kakà 90’ | Marcatori | 9’ Di Natale |

#### Girone di ritorno
| Arbitro: | De Marco (Chiavari) |

|  |           |                               |
|  | Marcatori | 40’ Bonazzoli 90+1’ Borriello |

| Arbitro: | Dattilo (Locri) |

|               |           |  |
| Gilardino 35’ | Marcatori |  |

| Arbitro: | Tagliavento (Terni) |

|                                                 |           |  |
| Jankulovski 47’ F. Moro 52’ (aut.) Iaquinta 82’ | Marcatori |  |

| Arbitro: | Farina (Novi Ligure) |

|  |           |              |
|  | Marcatori | 86’ Iaquinta |

| Arbitro: | Rodomonti (Roma) |

|                               |           |                  |
| Ibrahimović 1’ Camoranesi 49’ | Marcatori | 90+2’ Di Michele |

| Arbitro: | Paparesta (Bari) |

|              |           |           |
| Goitom 90+1’ | Marcatori | 58’ Veron |

| Arbitro: | Trefoloni (Siena) |

|                         |           |                           |
| Bojinov 22’ Ariatti 34’ | Marcatori | 41’ Muntari 56’ Di Natale |

| Arbitro: | Rosetti (Torino) |

|  |           |         |
|  | Marcatori | 4’ Tare |

| Arbitro: | Messina (Bergamo) |

|             |           |                                                     |
| Santana 70’ | Marcatori | 29’, 37’, 54’ Di Michele 45+2’ Muntari 82’ Iaquinta |

| Arbitro: | De Santis (Roma) |

|                     |           |             |
| Di Michele 42’, 89’ | Marcatori | 31’ Pinardi |

| Arbitro: | Bertini (Arezzo) |

|                                        |           |                                    |
| Di Natale 28’ Pinzi 33’ Di Michele 76’ | Marcatori | 14’ Chivu 23’ Montella 44’ Mancini |

| Arbitro: | M. Mazzoleni (Bergamo) |

|           |           |  |
| Iliev 60’ | Marcatori |  |

| Arbitro: | Palanca (Roma) |

|          |           |                  |
| Mauri 8’ | Marcatori | 86’ C. Lucarelli |

| Arbitro: | Messina (Bergamo) |

|                              |           |                                 |
| Maccarone 9’ Rod. Taddei 57’ | Marcatori | 5’, 53’ Di Michele 65’ Iaquinta |

| Arbitro: | Pieri (Lucca) |

|                       |           |            |
| Mauri 2’ Iaquinta 37’ | Marcatori | 4’ Lazzari |

| Arbitro: | Tombolini (Ancona) |

|  |           |              |
|  | Marcatori | 65’ Iaquinta |

| Arbitro: | Bertini (Arezzo) |

|                      |           |                |
| M. Pisano 36’ (aut.) | Marcatori | 25’ Castellini |

| Arbitro: | Farina (Novi Ligure) |

|                   |           |              |
| Mau. Esposito 66’ | Marcatori | 48’ Iaquinta |

| Arbitro: | Trefoloni (Siena) |

|                |           |              |
| Di Michele 56’ | Marcatori | 85’ Serginho |

### Coppa Italia

#### Ottavi di finale
| Arbitro: | Cruciani (Pesaro) |

|                                                    |           |                                                   |
| Ledesma 11’ (rig.) Dalla Bona 29’ Bojinov 31’, 67’ | Marcatori | 34’ Felipe 45’, 78’ Di Michele 57’, 88’ Di Natale |

| Arbitro: | Castellani (Verona) |

|                                            |           |                                           |
| Di Michele 7’ Iaquinta 88’ Di Natale 90+2’ | Marcatori | 39’, 84’ Vučinić 46’ Bjelanović 83’ Konan |

#### Quarti di finale
| Arbitro: | Gabriele (Frosinone) |

|                                 |           |                     |
| Ambrosini 17’, 68’ Serginho 84’ | Marcatori | 21’, 37’ Di Michele |

| Arbitro: | Morganti (Ascoli Piceno) |

|                                                     |           |              |
| Iaquinta 21’ Mauri 62’, 90+5’ Di Michele 82’ (rig.) | Marcatori | 78’ Tomasson |

#### Semifinale
| Arbitro: | Messina (Bergamo) |

|           |           |              |
| Mexès 36’ | Marcatori | 84’ Bertotto |

| Arbitro: | Morganti (Ascoli Piceno) |

|               |           |                       |
| Di Natale 57’ | Marcatori | 21’ Mancini 81’ Totti |

### Coppa UEFA
| Arbitro: | Fernando Carmona Méndez |

|                                  |           |           |
| Dodd 27’ Giannopoulos 45+1’, 59’ | Marcatori | 28’ Pinzi |

| Arbitro: | Michal Beneš |

|           |           |  |
| Mauri 82’ | Marcatori |  |

## Statistiche

### Statistiche di squadra
Statistiche aggiornate al 15 giugno 2005.
| Competizione         | Punti | In casa | In casa | In casa | In casa | In trasferta | In trasferta | In trasferta | In trasferta | Totale | Totale | Totale | Totale | Gf | Gs | DR   |
| Competizione         | Punti | G       | V       | P       | S       | G            | V            | P            | S            | G      | V      | P      | S      | Gf | Gs | DR   |
| -------------------- | ----- | ------- | ------- | ------- | ------- | ------------ | ------------ | ------------ | ------------ | ------ | ------ | ------ | ------ | -- | -- | ---- |
| Serie A              | 62    | 19      | 8       | 7       | 4       | 19           | 9            | 4            | 6            | 38     | 17     | 11     | 10     | 56 | 40 | + 16 |
| Coppa Italia         | -     | 3       | 1       | 0       | 2       | 3            | 1            | 1            | 1            | 6      | 2      | 1      | 3      | 16 | 15 | + 1  |
| Coppa UEFA 2004-2005 | -     | 1       | 1       | 0       | 0       | 1            | 0            | 0            | 1            | 2      | 1      | 0      | 1      | 2  | 3  | - 1  |
| Totale               | -     | 23      | 10      | 7       | 6       | 23           | 10           | 5            | 8            | 46     | 20     | 12     | 14     | 74 | 58 | + 16 |

### Andamento in campionato
| Giornata  | 1  | 2 | 3 | 4  | 5  | 6  | 7  | 8  | 9  | 10 | 11 | 12 | 13 | 14 | 15 | 16 | 17 | 18 | 19 | 20 | 21 | 22 | 23 | 24 | 25 | 26 | 27 | 28 | 29 | 30 | 31 | 32 | 33 | 34 | 35 | 36 | 37 | 38 |
| --------- | -- | - | - | -- | -- | -- | -- | -- | -- | -- | -- | -- | -- | -- | -- | -- | -- | -- | -- | -- | -- | -- | -- | -- | -- | -- | -- | -- | -- | -- | -- | -- | -- | -- | -- | -- | -- | -- |
| Luogo     | T  | C | T | C  | C  | T  | C  | T  | C  | T  | T  | C  | T  | C  | T  | C  | T  | C  | T  | C  | T  | C  | T  | T  | C  | T  | C  | T  | C  | C  | T  | C  | T  | C  | T  | C  | T  | C  |
| Risultato | N  | V | N | P  | P  | P  | N  | V  | V  | V  | V  | N  | V  | V  | V  | V  | P  | V  | P  | P  | P  | V  | V  | P  | N  | N  | P  | V  | V  | N  | P  | N  | V  | V  | V  | N  | N  | N  |
| Posizione | 15 | 2 | 5 | 12 | 13 | 16 | 16 | 12 | 10 | 4  | 3  | 3  | 3  | 3  | 3  | 3  | 3  | 3  | 3  | 3  | 4  | 4  | 3  | 4  | 4  | 5  | 6  | 5  | 4  | 4  | 5  | 5  | 5  | 4  | 4  | 4  | 4  | 4  |

Legenda:

Luogo: C = Casa; T = Trasferta. Risultato: V = Vittoria; N = Pareggio; P = Sconfitta.